# Gary McSheffrey
Gary McSheffrey (Coventry, Inglaterra, 13 de agosto de 1982) es un exfutbolista inglés. actualmente es entrenador del Doncaster Rovers

## Clubes
| Club                       | País       | Año       |
| -------------------------- | ---------- | --------- |
| Coventry City              | Inglaterra | 1999-2006 |
| IK Brage (cedido)          | Suecia     | 2001      |
| Stockport County (cedido)  | Inglaterra | 2001-2002 |
| Luton Town (cedido)        | Inglaterra | 2003      |
| Luton Town (cedido)        | Inglaterra | 2004      |
| Birmingham City            | Inglaterra | 2006-2010 |
| Nottingham Forest (cedido) | Inglaterra | 2009      |
| Leeds United (cedido)      | Inglaterra | 2010      |
| Coventry City              | Inglaterra | 2010-2013 |
| Chesterfield               | Inglaterra | 2013-2014 |
| Scunthorpe United          | Inglaterra | 2014-2016 |
| Doncaster Rovers (cedido)  | Inglaterra | 2016      |
| Doncaster Rovers           | Inglaterra | 2016-2017 |
| Eastleigh                  | Inglaterra | 2017      |
| Grimsby Town               | Inglaterra | 2018      |
| Frickley Athletic          | Inglaterra | 2018-2020 |